# (2635) Huggins
(2635) Huggins est un astéroïde de la ceinture principale.

## Description
(2635) Huggins est un astéroïde de la ceinture principale. Il fut découvert le 21 février 1982 à la station Anderson Mesa par Edward L. G. Bowell. Il présente une orbite caractérisée par un demi-grand axe de 2,23 UA, une excentricité de 0,08 et une inclinaison de 4,2° par rapport à l'écliptique.

## Compléments